# قازان‌چی (گران‌بوی)
قازان‌چی (به لاتین: Qazançı) یک منطقه مسکونی در جمهوری آذربایجان است که در شهرستان گران‌بوی واقع شده است. قازان‌چی ۴۱۱ نفر جمعیت دارد.